# 이스즈 갈라

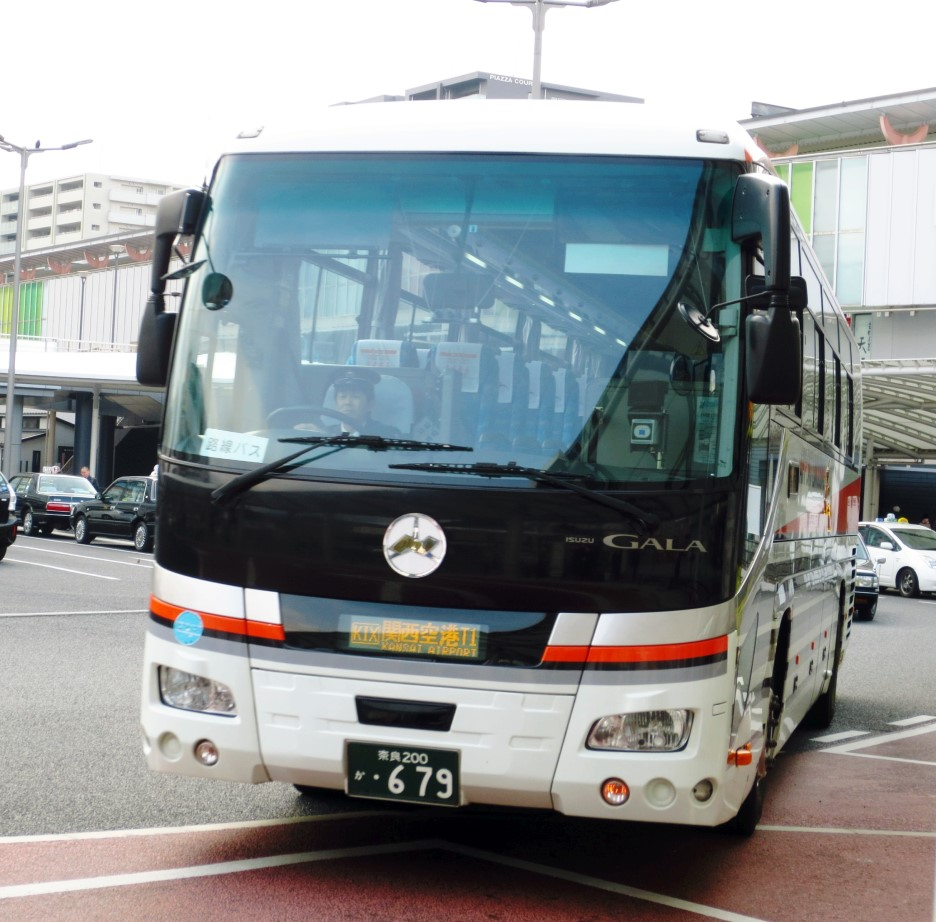
이스즈 갈라

이스즈 갈라(영어: Isuzu Gala, 일본어: いすゞ・ガーラ 이스즈 가아라[*])는 일본 J버스에서 제작하고이스즈 자동차사가 판매하고 있는 전세버스, 고속버스 전용 차량이다. 1996년에 이스즈 슈퍼크루저 후속으로 출시되었다.

## 모델

### 1세대 (1996년부터2005년까지)

#### KC-LV780/781/782
1996년 이스즈 슈퍼크루저 후속으로 등장한 모델이다. 차체는 이스즈 버스 제조에서 제작되었다. 엔진은 기존 이스즈 슈퍼크루저에서 사용했던 10기통 엔진인 10PE1-H형과 10PE1-N형을 탑재했고 12기통 엔진인 12PE1-S형, 12PE1-C형을 탑재했고 8기통 엔진인 8PE1-S형이 탑재되었다.
10PE1형 엔진 탑재한 차량이 KC-LV781R1, KC-LV781N1이고 12PE1형 엔진 탑재한 차량이 KC-LV782R1, 8PE1형 엔진 탑재한 차량이 KC-LV780H1이다. 9m급 갈라 이전 모델의 경우 8기통 엔진이 장착되었다. 1997년 12월에 일본 버스 최초로 에어백이 적용되었다.

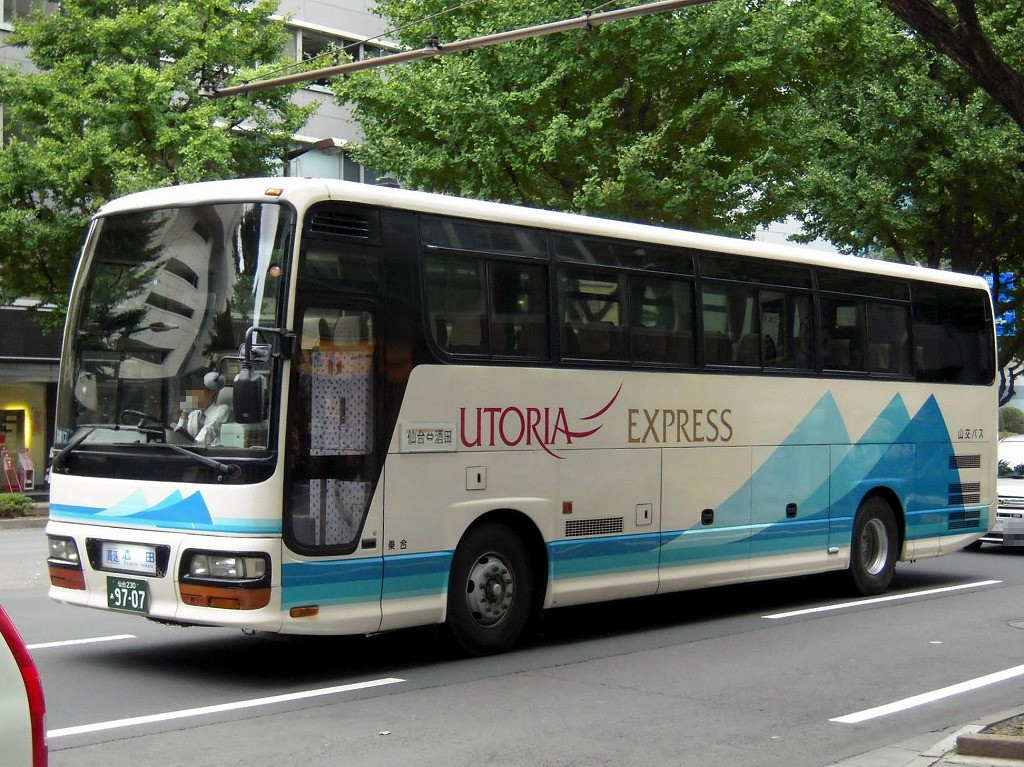
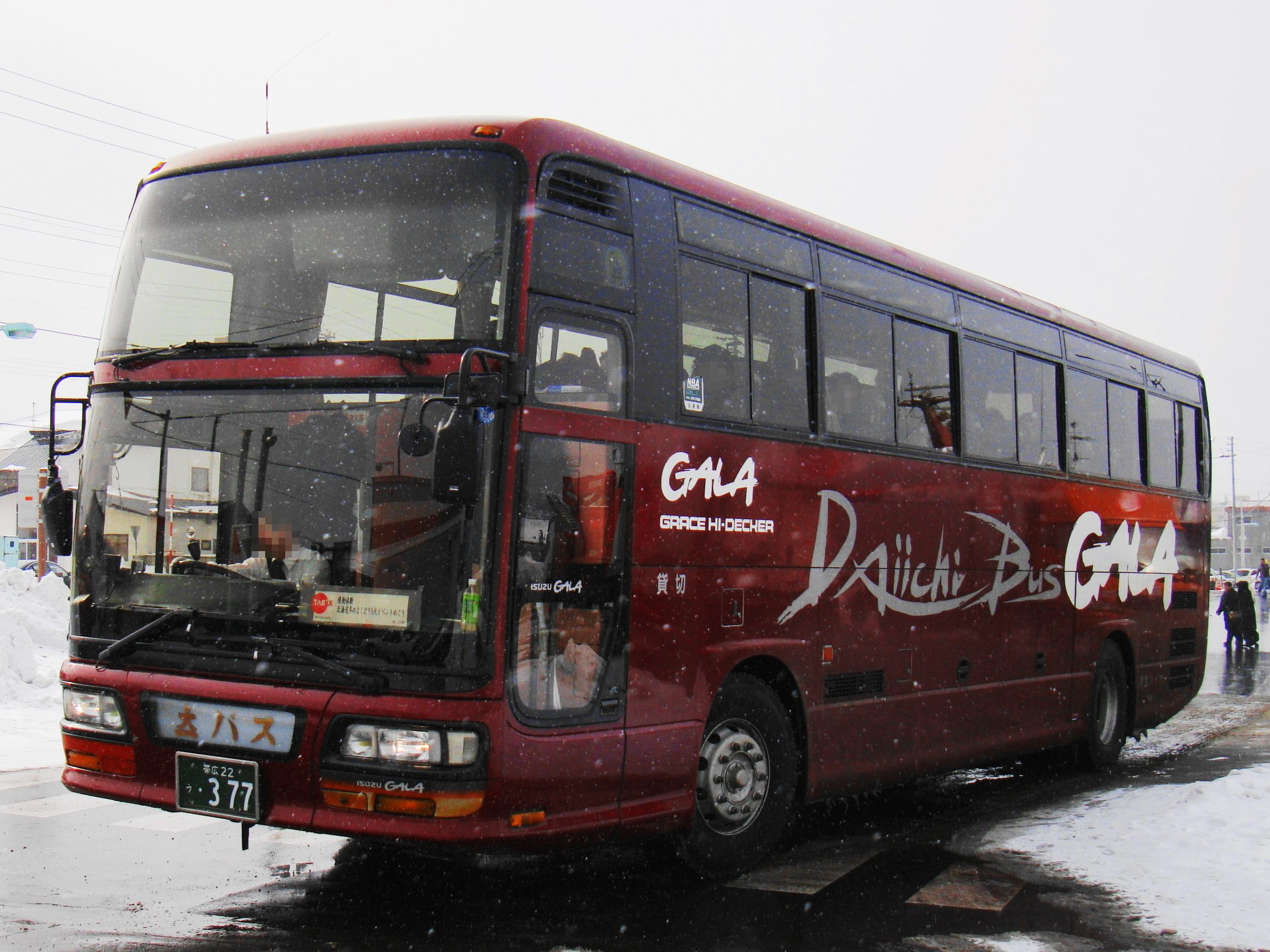
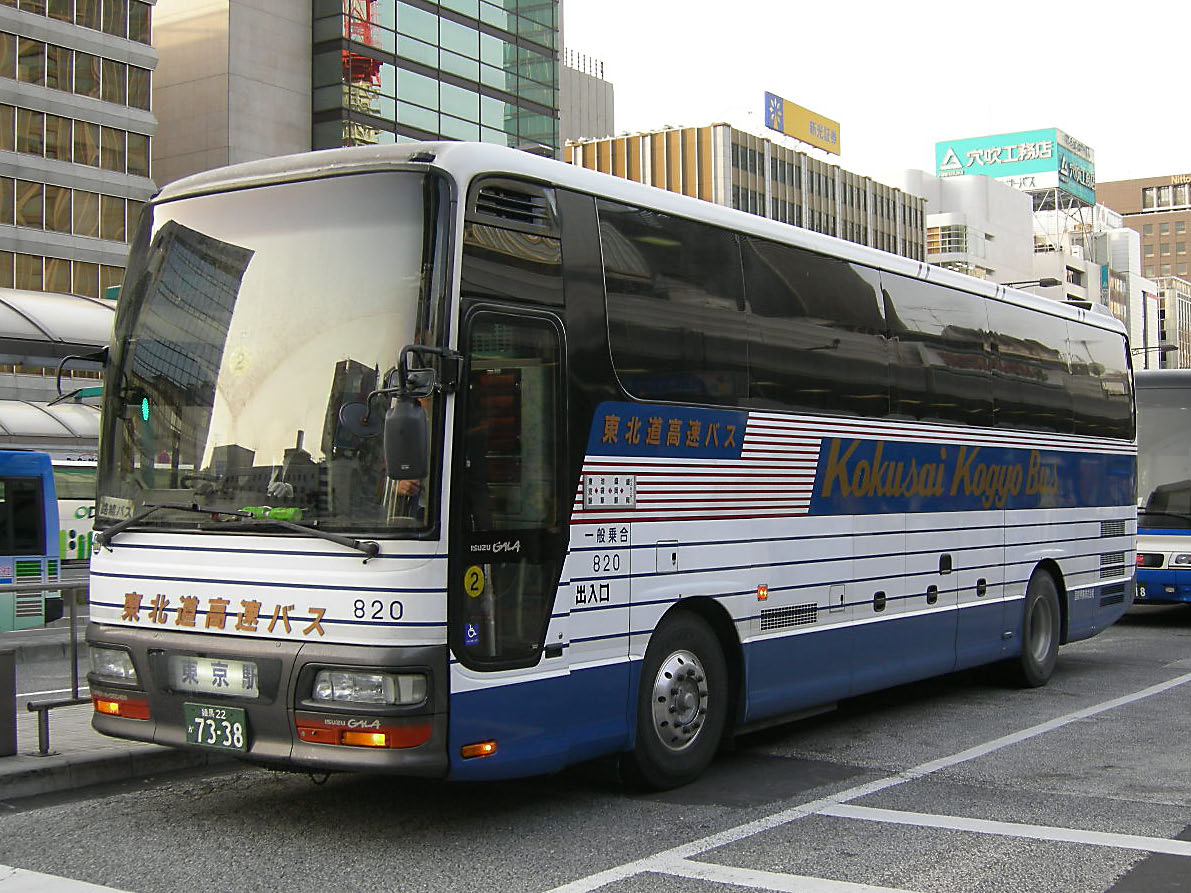
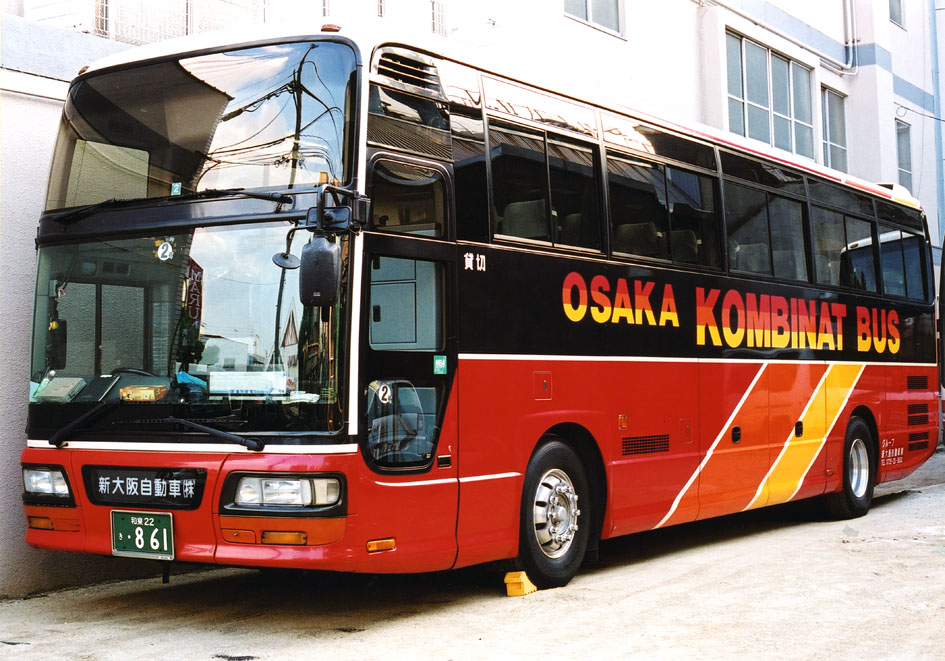

#### KL-LV774/780/781
1999년에 배출가스 규제 대응에 따라 2000년에 마이너 체인지된 모델이다. 엔진은 8TD1형이 잔착되었고 8TD1-S형, 8TD1-C형, 8TD1-N형, 10PE1-S형이 장착되었다. 이 중 8TD1-S형의 경우 고출력 엔진 사양이다. 8기통 엔진의 경우 고출력 사양으로, 10기통 엔진의 경우 저출력 사양이다.
차량 형식은 새롭게 제작된 8기통 엔진의 경우 8TD1형 엔진 탑재 모델이 KL-LV774R2, 10기통 엔진의 경우 10PE1형 엔진 모델이 KL-LV781R2, 8PE1형 엔진 탑재 모델이 9m 차량인 KL-LV780H2가 있다. 기존 모델과 달리 갈라 GHD 고출력 8TD1형 엔진이 탑재되었고, 저출력 사양의 10기통 엔진 탑재 차량 모델이 존재하지 않는다.
2004년 이스즈 자동차와 히노 자동차와 J버스로 통합 했으나, LV7계의 경우 이스즈 버스 제조에서 생산했다가 2005년 8월에 단종되었다.

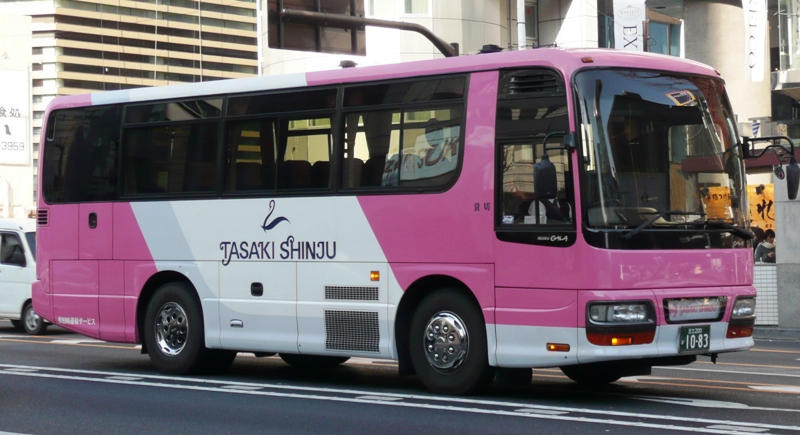
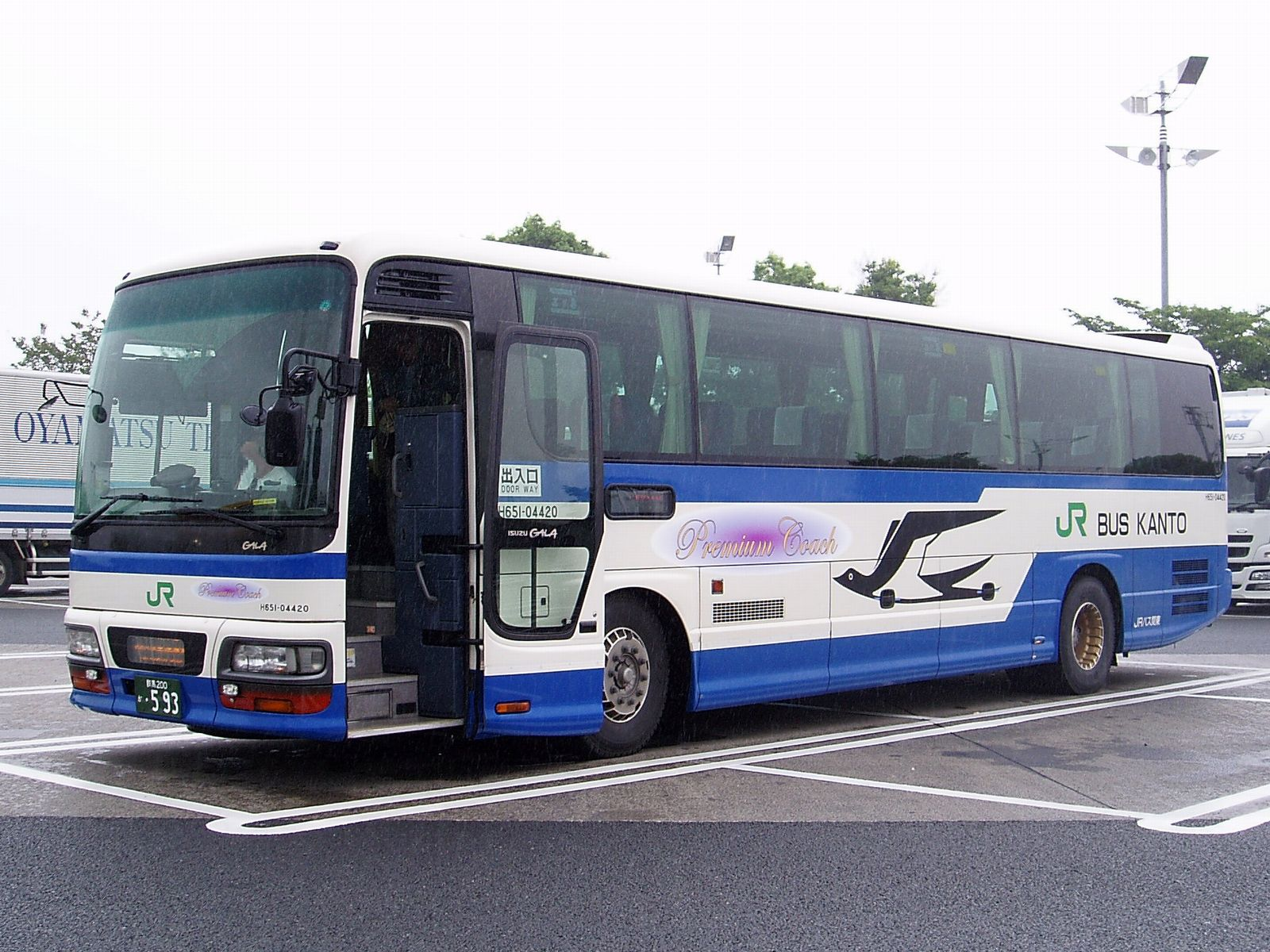
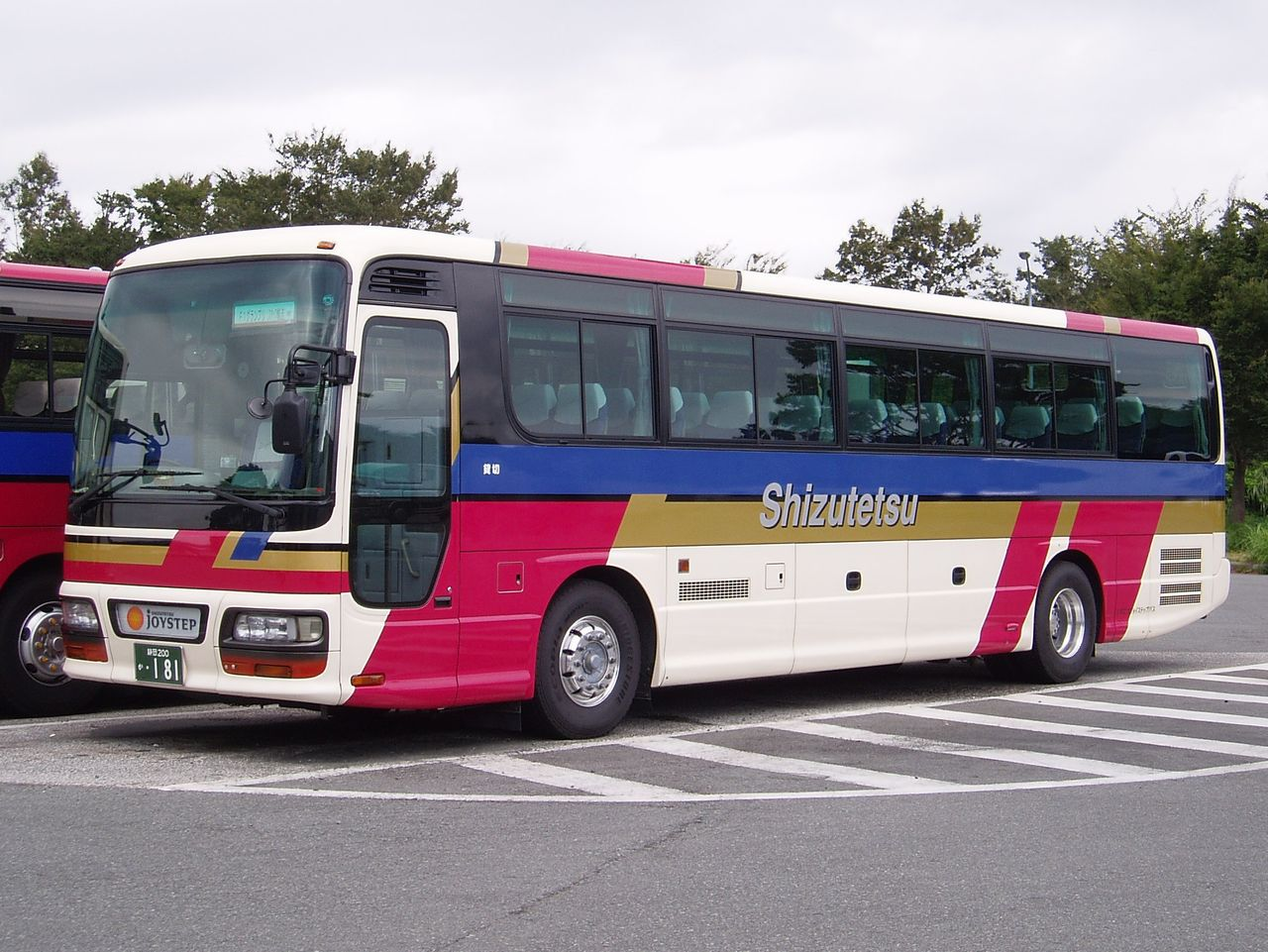
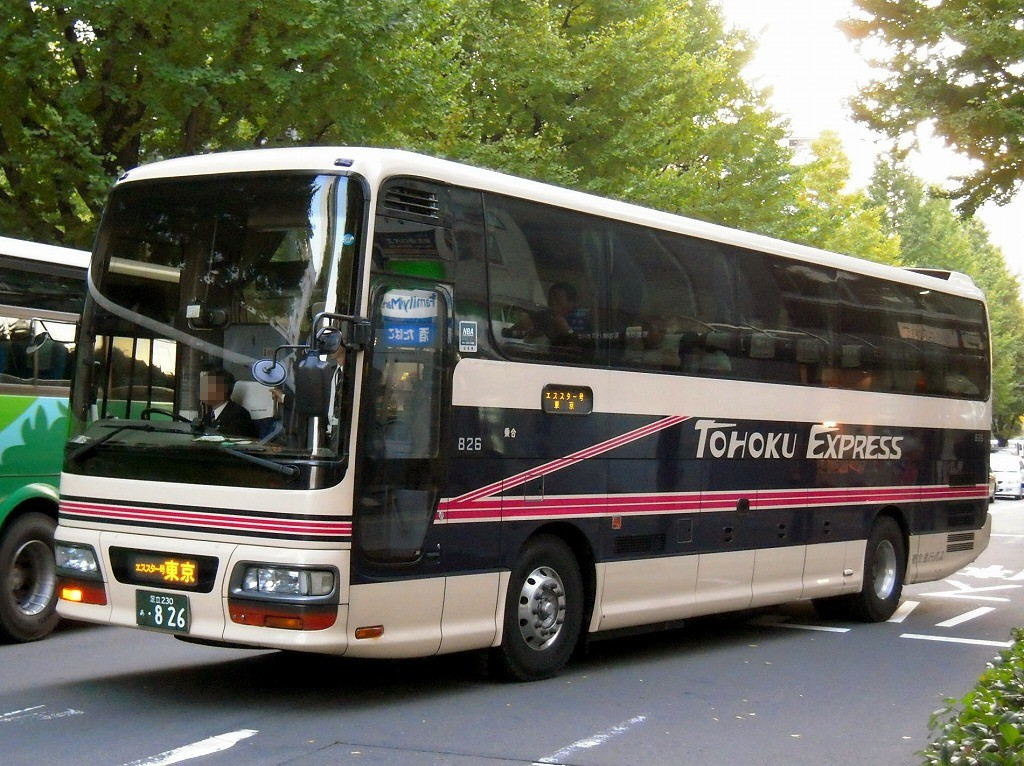

#### 기타 차체 제작 차량
이스즈 버스 제조에서 제작된 차체 이외에 다른 기업에서 제작된 차량이 별도로 존재하고 있으나 전 차량이 에어백이 탑재되지 않는다. 2003년 3월까지 생산했던 후지중공업 (현, 스바루)에서 제작된 차량이 존재한다. 해당 차량의 경우 M형, S형, S2형이 있다. 또한 2005년 8월까지 생산했던 서일본 차체 공업 차량의 경우 92MC형, C형이 있다.

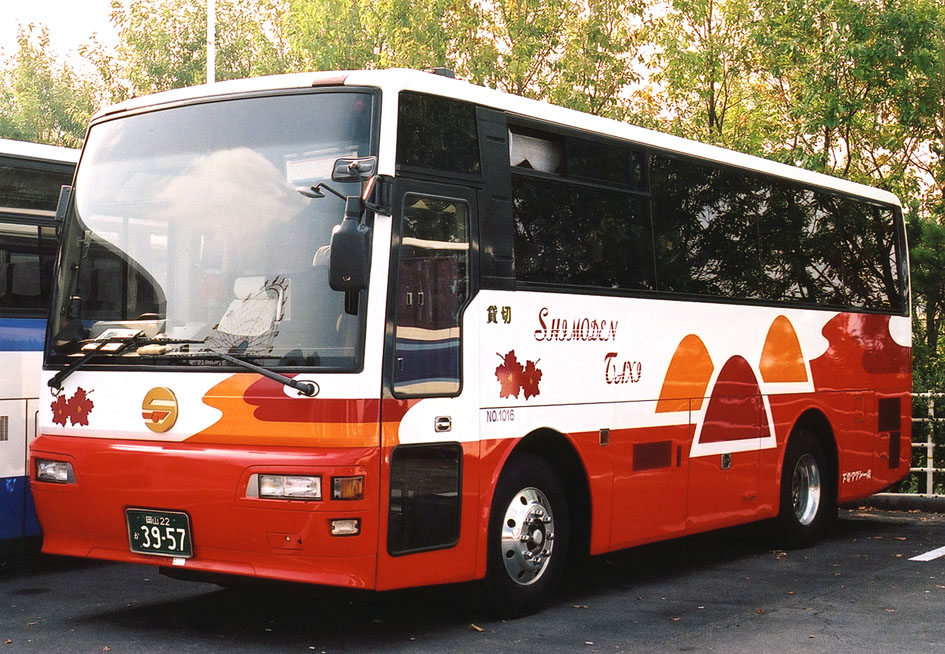
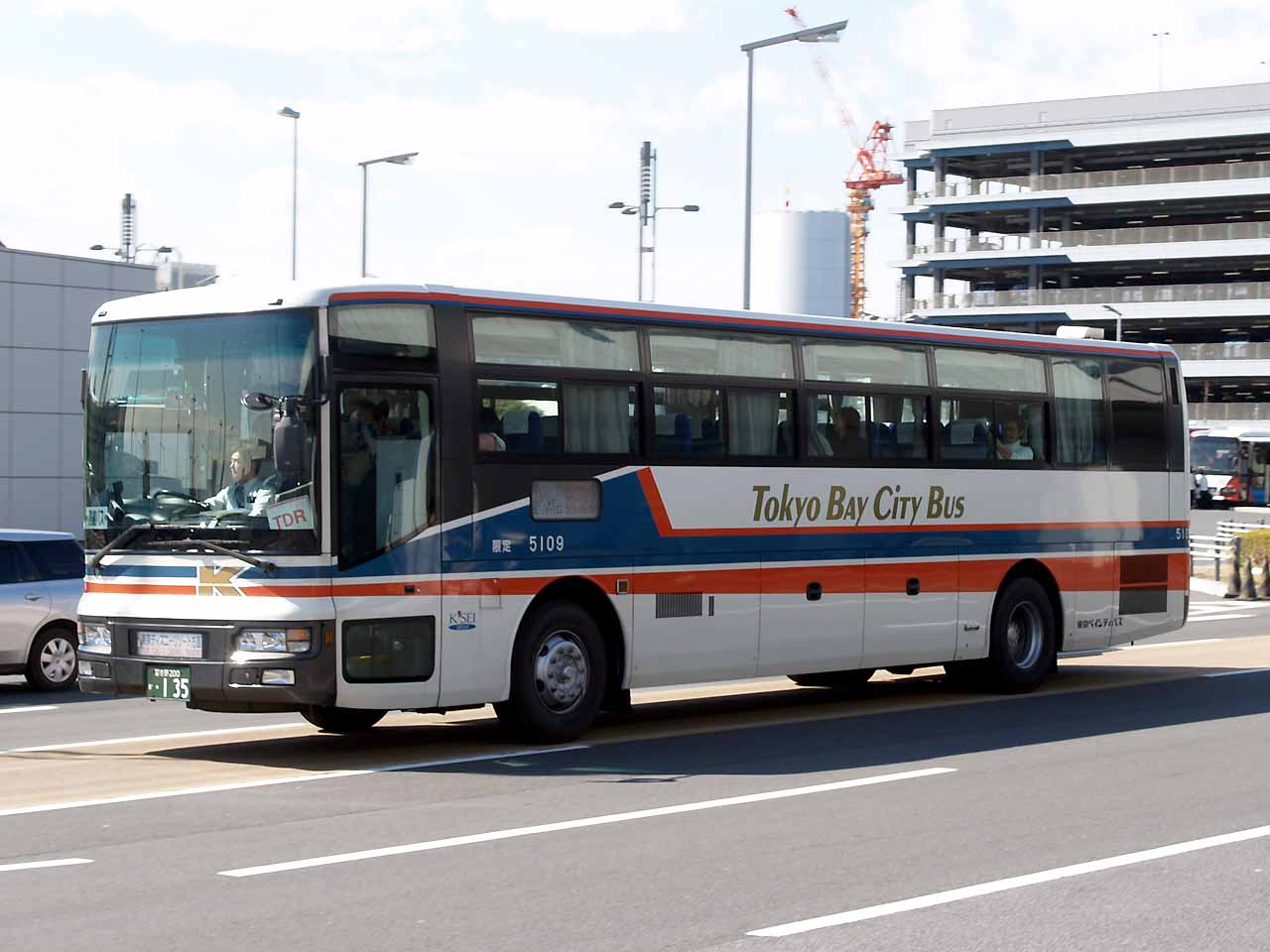
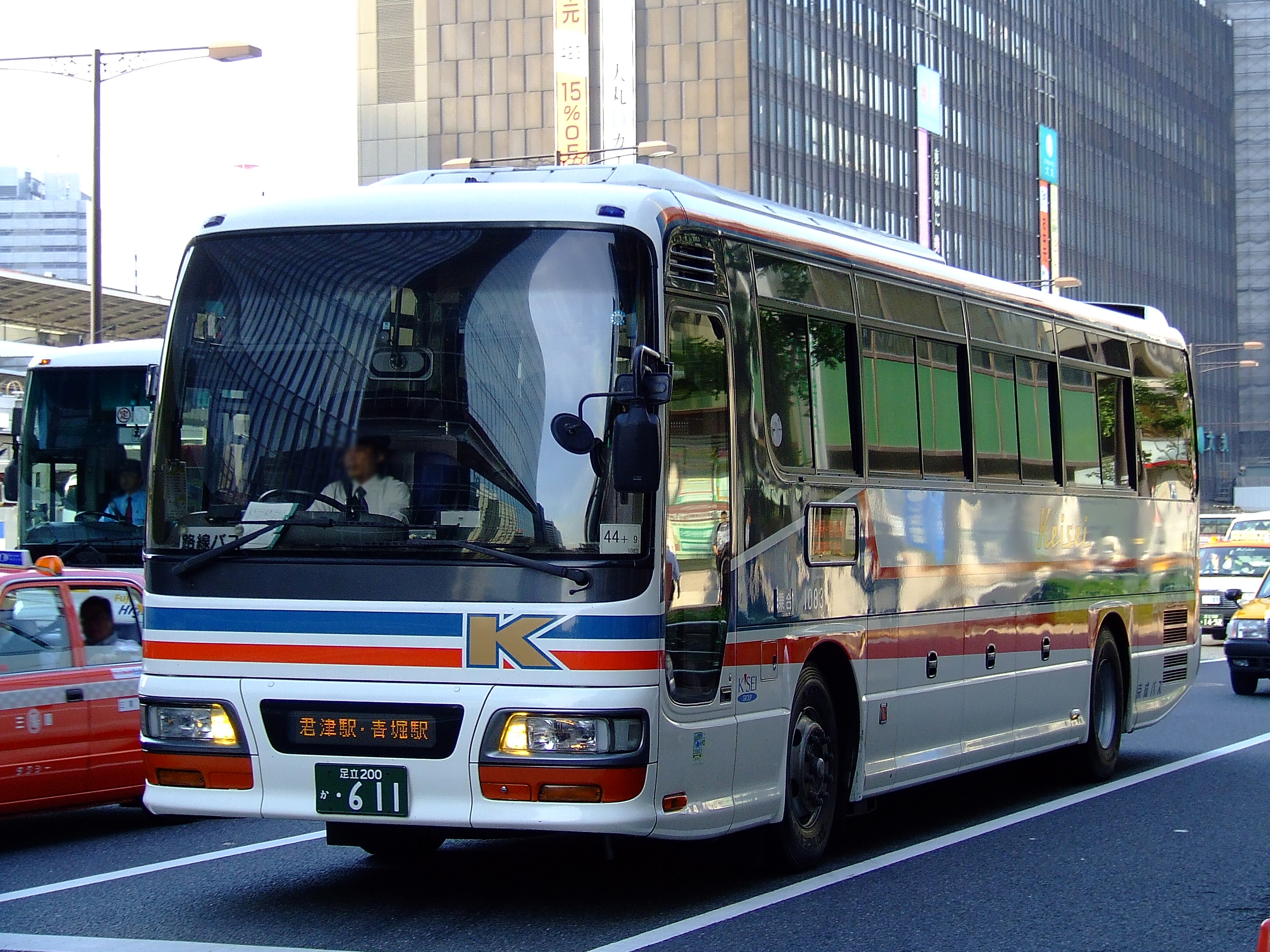
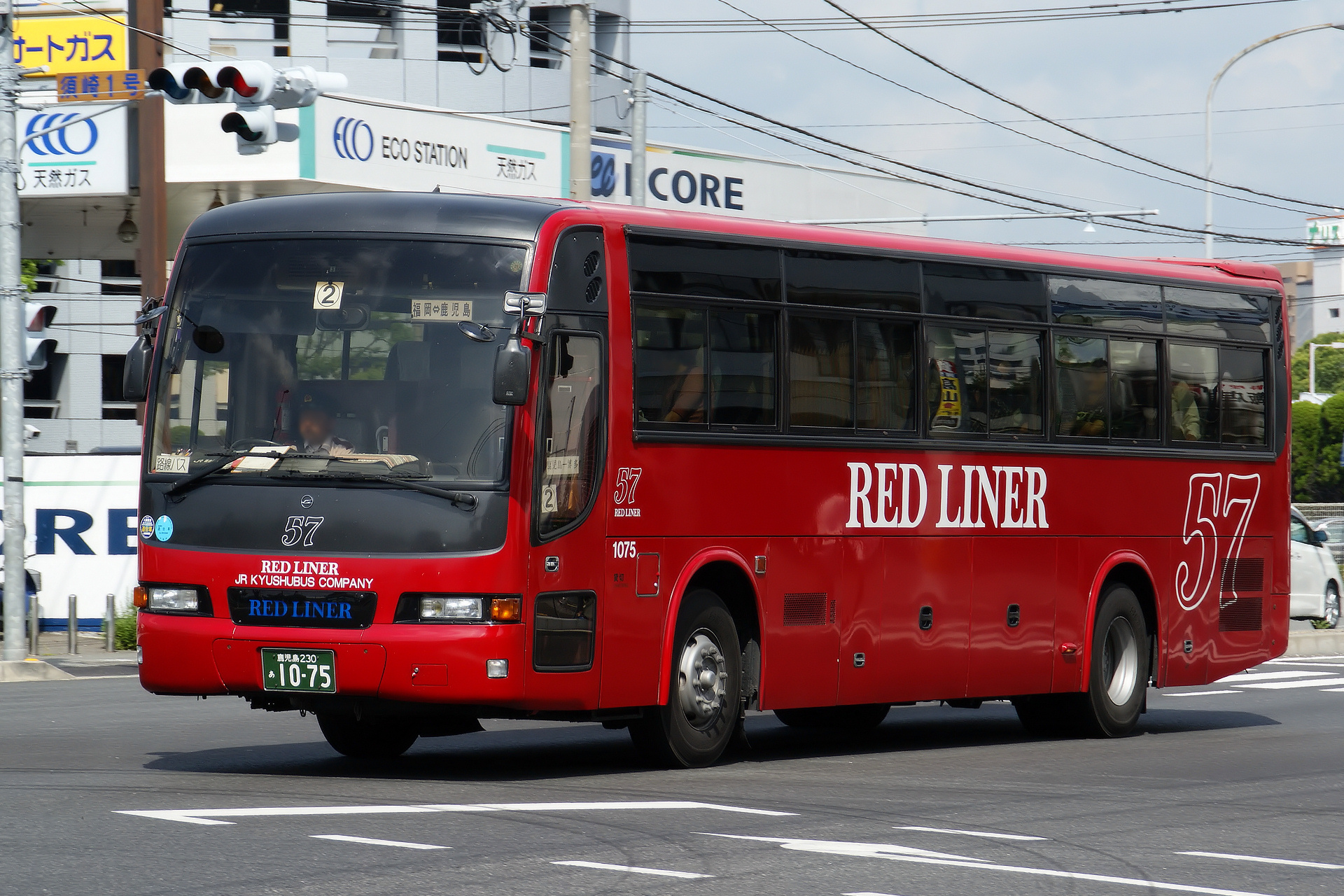

#### 광저우 갈라
2001년에 이스즈 자동차의 중국 현지 법인인 광저우 이스즈에서 제작된 차량으로 광저우 갈라라고 부른다. 엔진은 10PE1형을 탑재했으나 6기통 엔진인 6SD1형, 6SE1형으로 변경되었다. 또한 이와는 별도로 중국 사양으로 침대 버스 사양이 별도로 존재한다. 형식은 GLK6120D5형이다. 변속기의 경우 6단으로 탑재되었다.

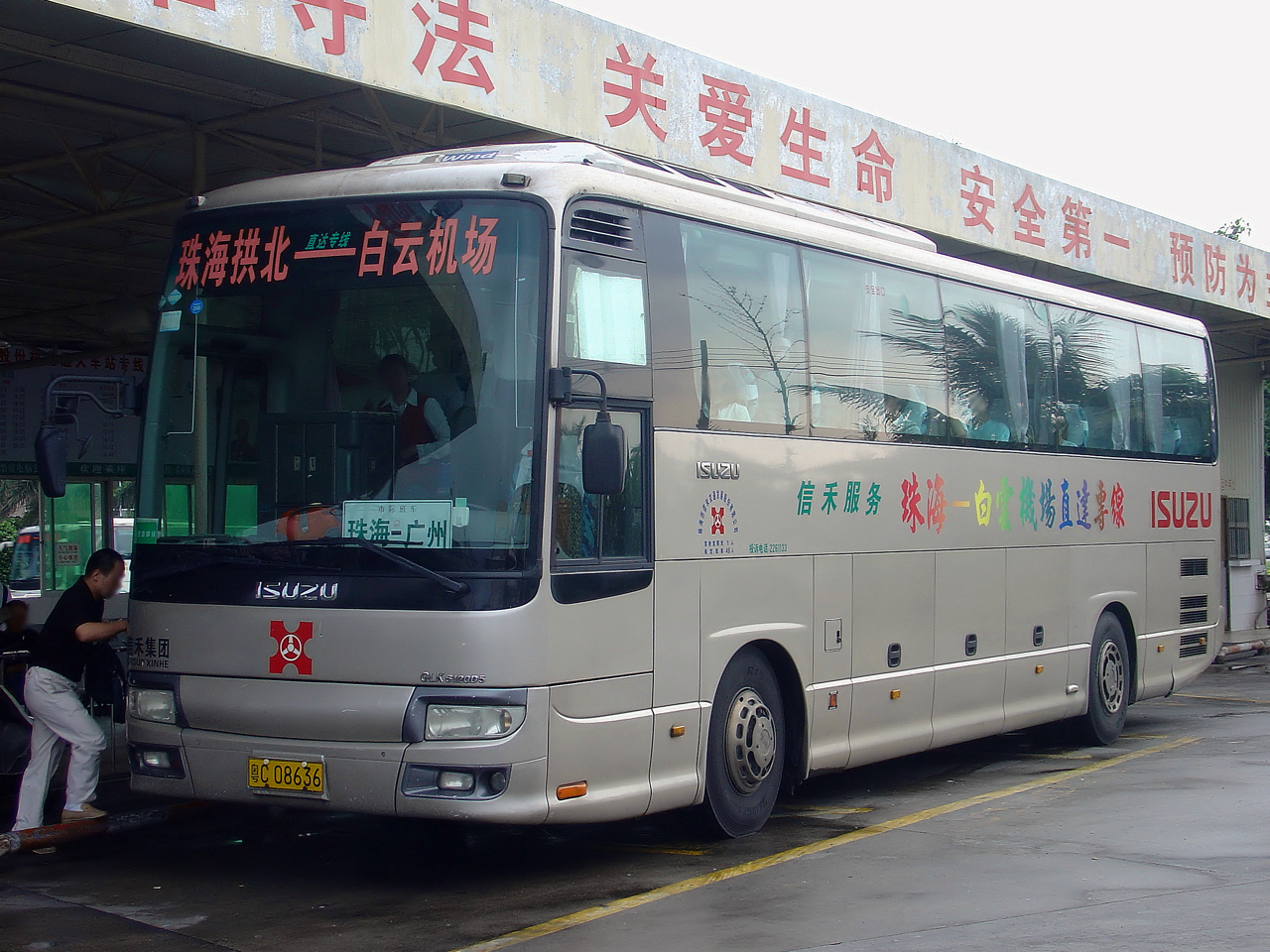

### 2세대 (2005년부터 현재까지)
히노 자동차와 이스즈 자동차와 OEM 체결에 따라 히노 자동차에서 제작된 히노 세레가 모델이 OEM 공급한 모델로, 2005년 8월에 풀모델 체인지를 했다. 또한 차체의 경우 J버스에서 제작된 차체를 사용하고 있다.
차량 라인업
|                            | 이스즈 갈라         | 히노 세레가              |
| -------------------------- | ------------------- | ------------------------ |
| 슈퍼 하이데커 (12m급 차량) | SHD (슈퍼 하이데커) | SHD (슈퍼 하이데커)      |
| 하이데커 (12m급 차량)      | HD (하이데커)       | HD (하이데커)            |
| 하이데커 (9m급 차량)       | HD9 (하이데커 9)    | HD-S (하이데커 숏타입)   |
| 12m 하이데커 저가 모델     | HD-VP               | 하이데커 리미티드 에디션 |

#### ADG-RU1E/8J
2005년 8월 22일에 풀모델 체인지한 모델로 기존 모델과 달리 히노 세레가 모델과 유사하다. 엔진은 히노 자동차에서 제작된 E13C형이 탑재되었다. 변속기의 경우 OD6형이 탑재되었고 이 모델부터 서일본 차체 공업에서 제작된 차체는 더 이상 제작되지 않는다.

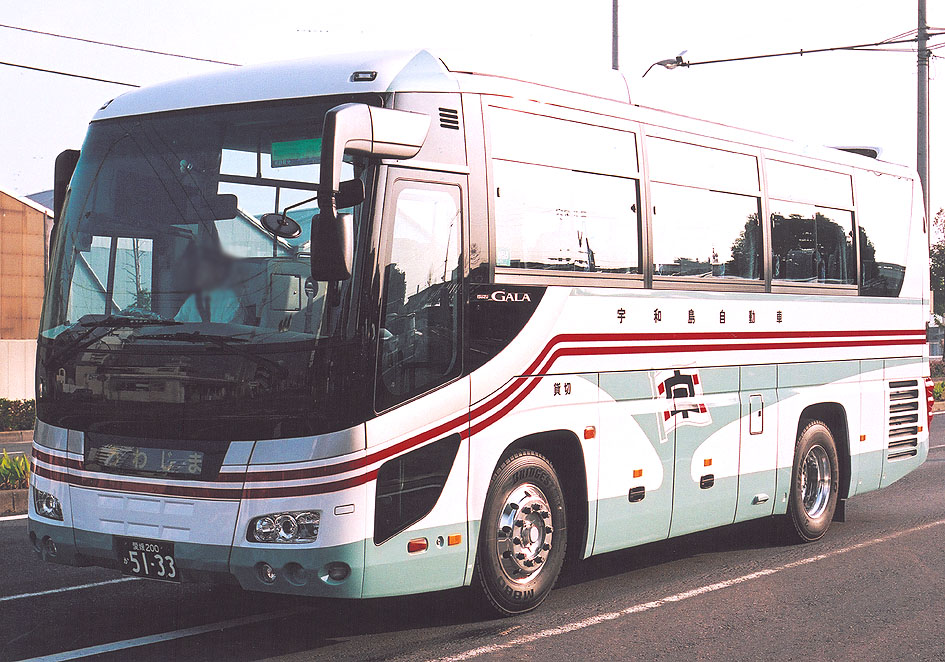
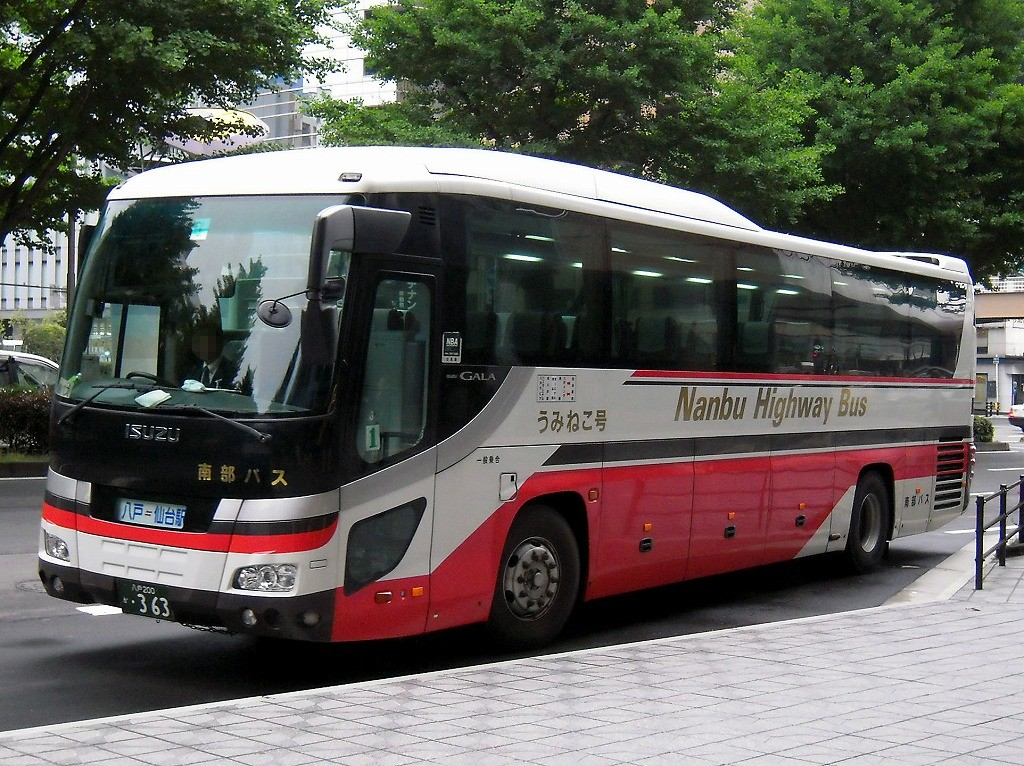
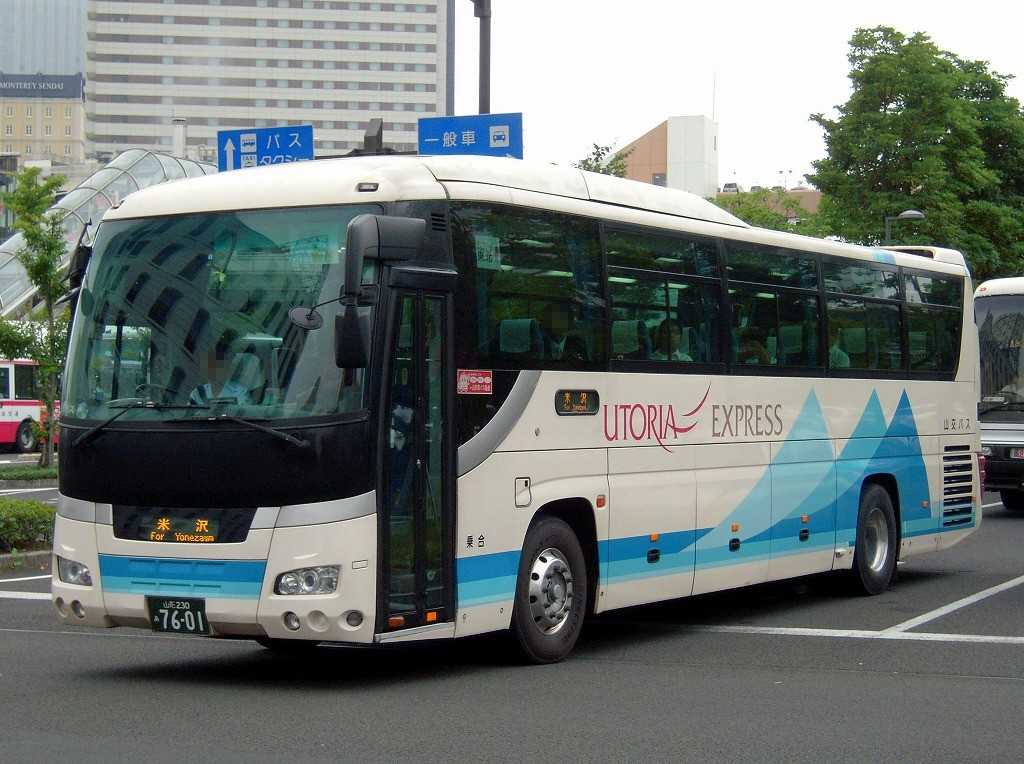
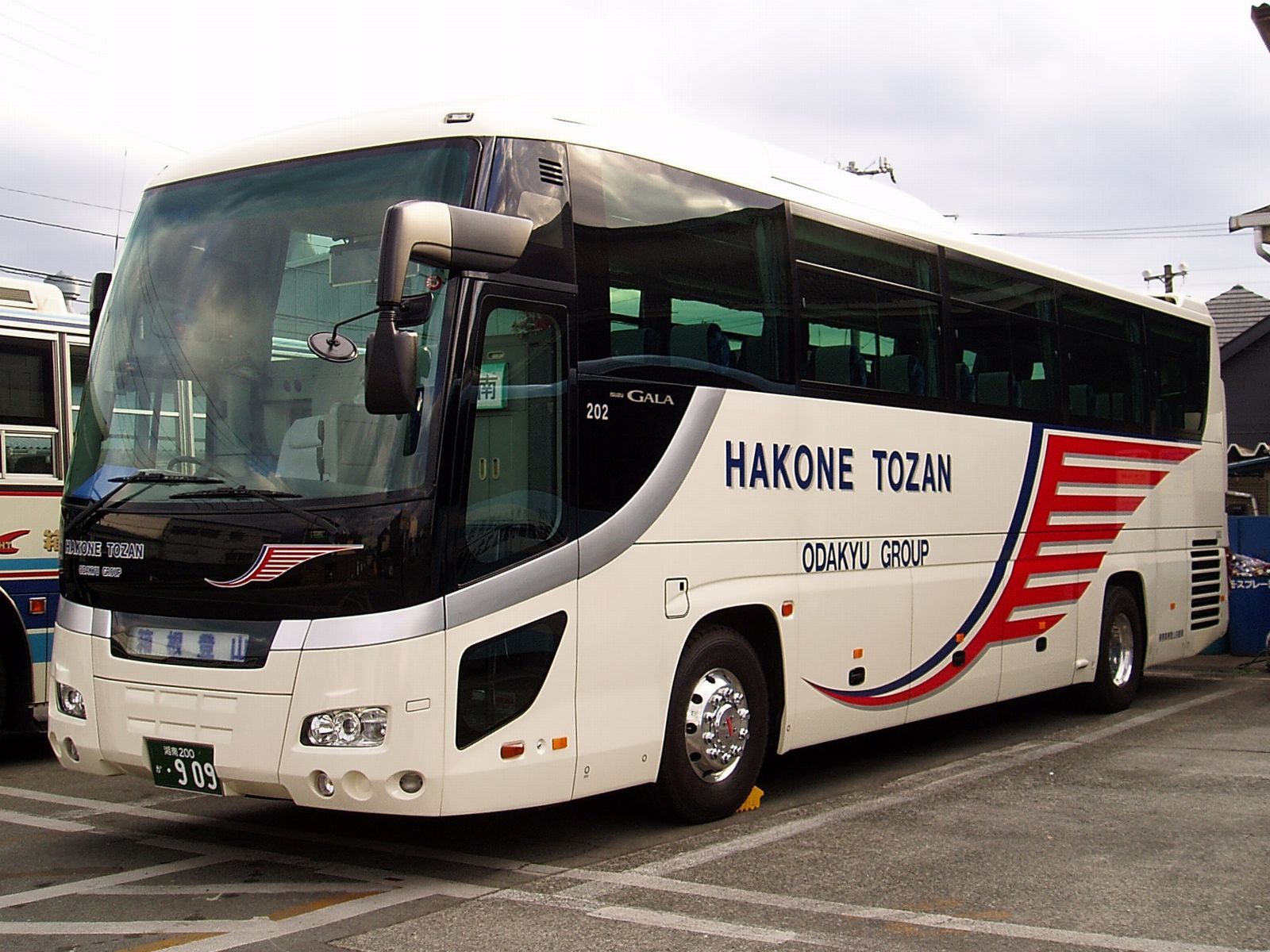

#### PKG-RU1E/BDG-RU8J
2006년 7월 5일에 출시된 모델로 엔진은 이전 모델과 마찬가지로 E13C형이 탑재되었다. 기존 모델과 큰 변화는 없으나 2015년 중량차 연비 기준 대응으로 개량한 모델이다.

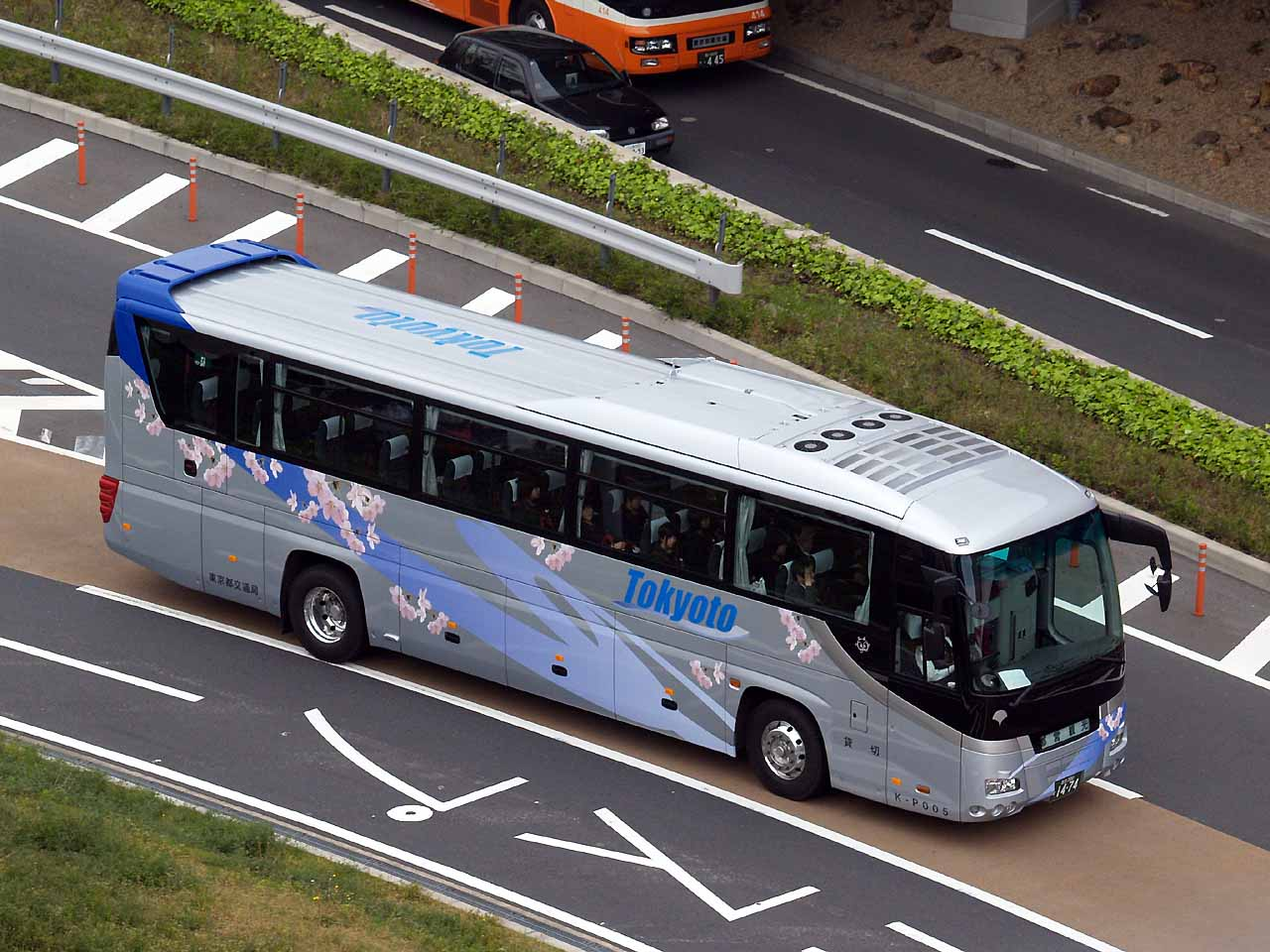
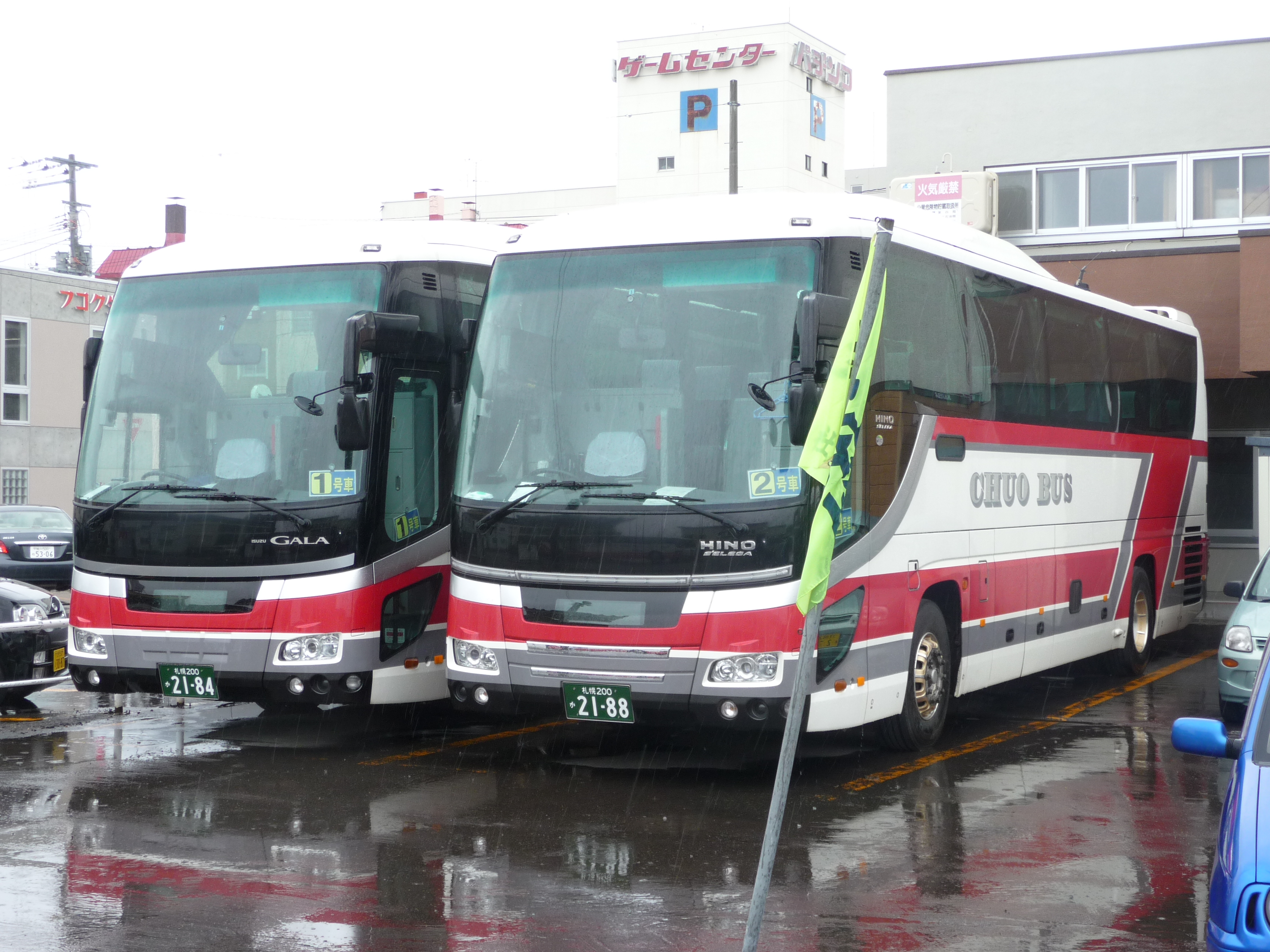
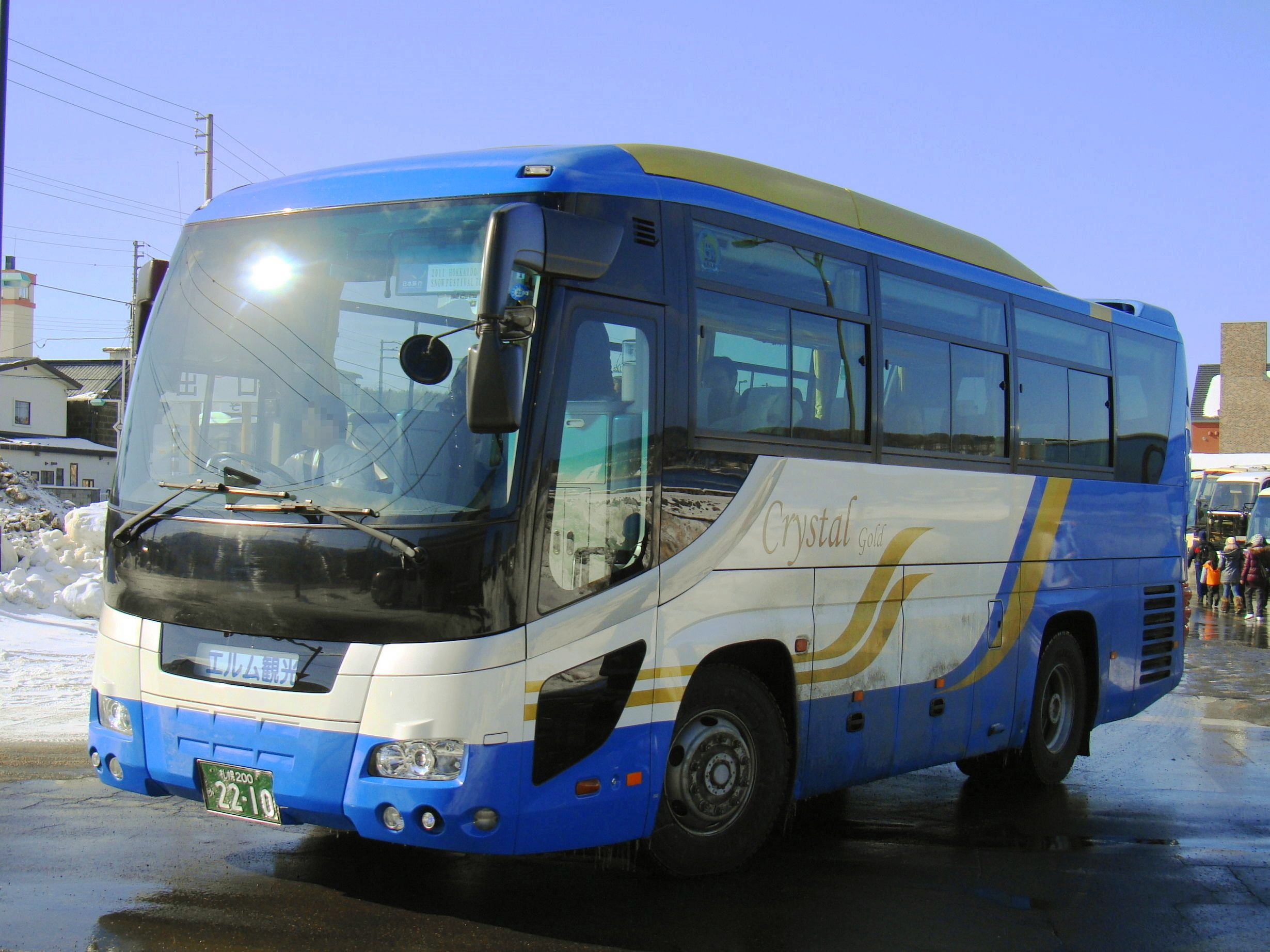
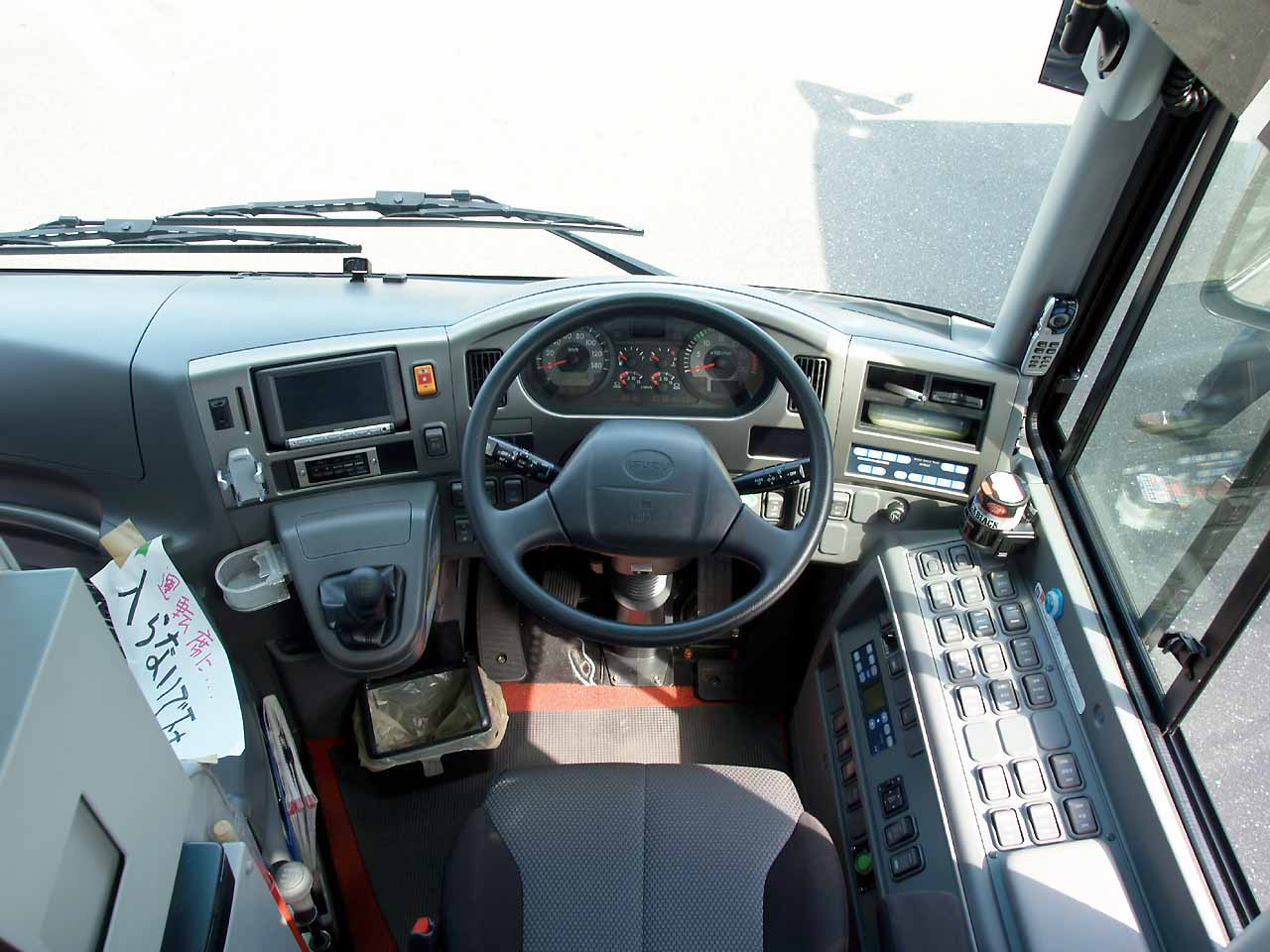
PKG-RU1E/BDG-RU8J 모델 운전석

#### LKG-RU1E/LDG-RU8J/SDG-RU8J
2010년 8월에 마이너 체인지한 모델로, 엔진의 경우 2009년 배출가스 규제 대응에 따라 개량 했으며 12m 차량 엔진은 히노 자동차에서 제작한 ET-X형, ET-XI형, ET-VI형, ET-I형이 탑재되었고 이 중 ET-X형의 경우 고출력 사양에 해당된다. HD급 차량의 엔진의 경우 히노 자동차에서 제작한 J08-VIII형이 탑재되었다. 기존의 모델과 달리 자동긴급제동장치, 차간 거리 경보 장치가 표준화가 되었다.

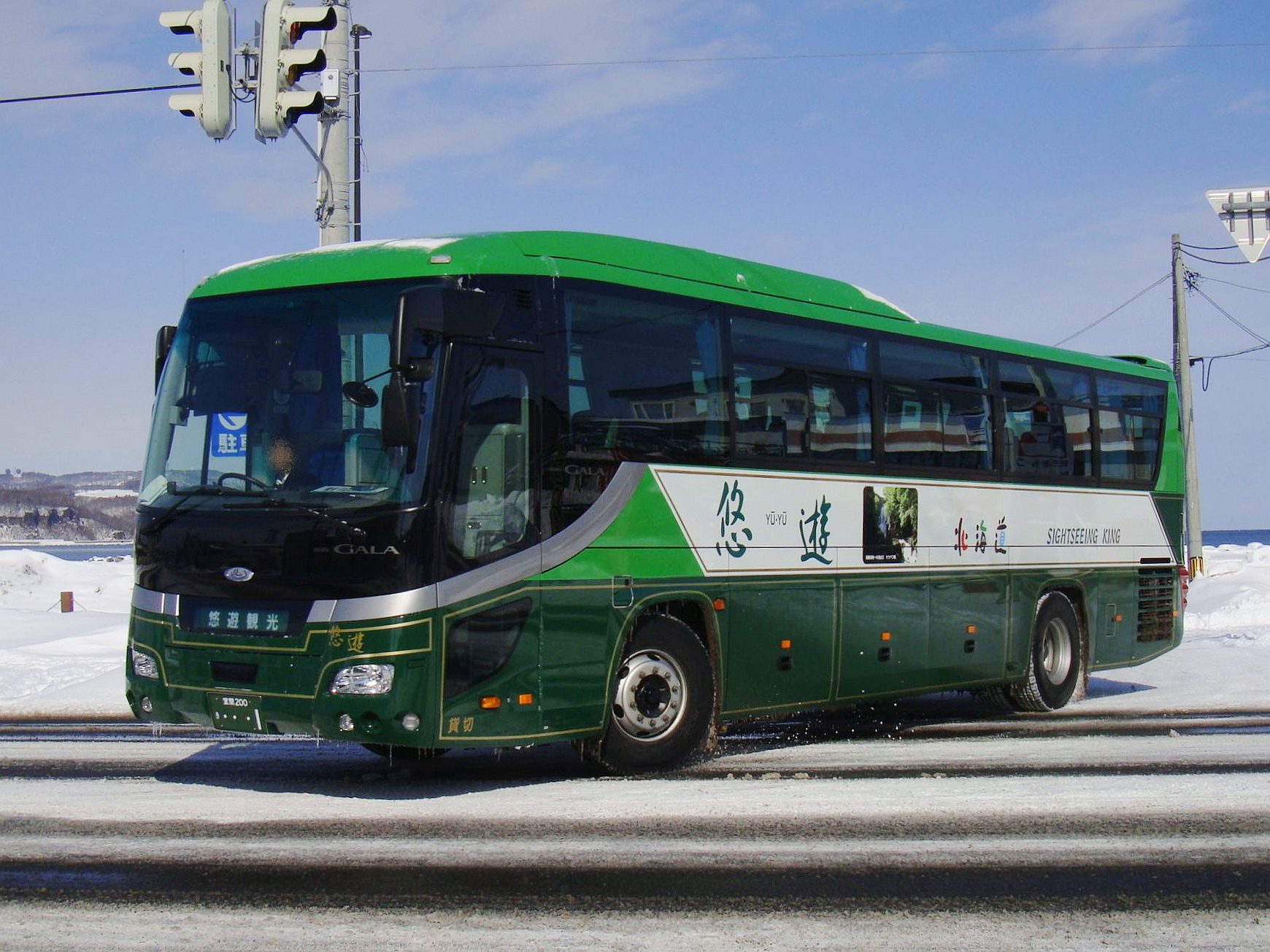
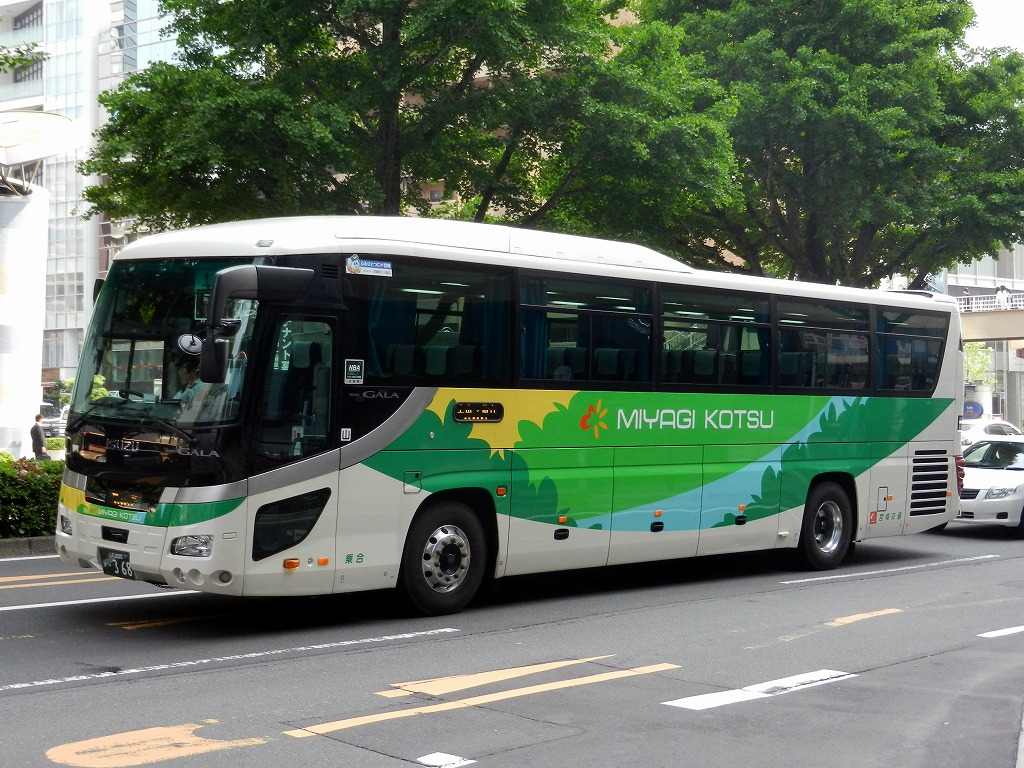
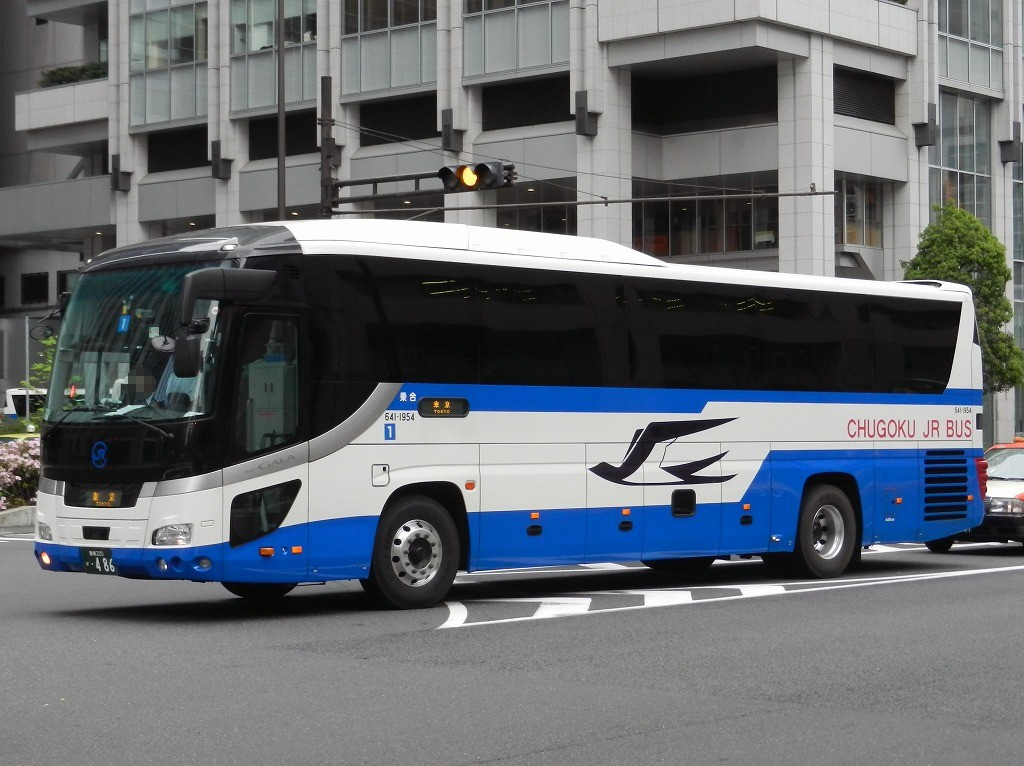
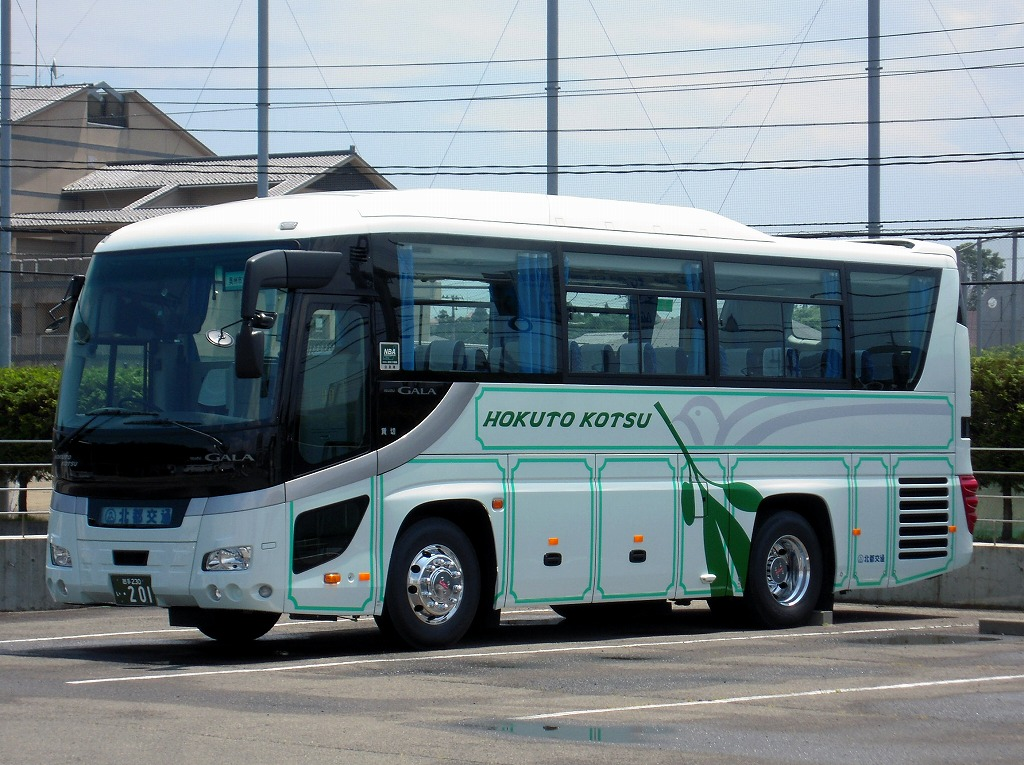

#### QPG-RU1E/QRG-RU1A/LDG-RU8J/SDG-RU8J 1세대
2012년 6월에 전 차량 마이너 체인지를 목적으로 발표된 모델로 같은 해 7월 2일에 출시되었다. 12m 차량 엔진은 히노 자동차에서 제작한 ET-I형이 탑재되었고 엔진이 소형화가 되면서 연비 기준으로 20% 이상 향상되었다. 기존의 모델과 달리 ESC 시스템이 장착되었다.

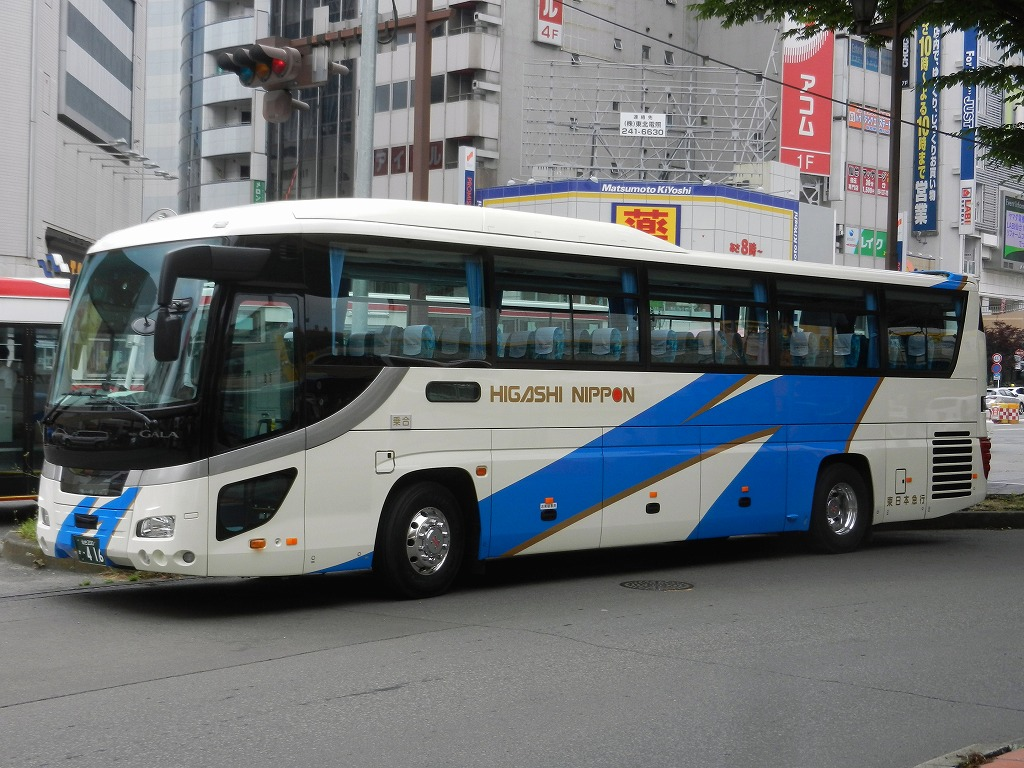
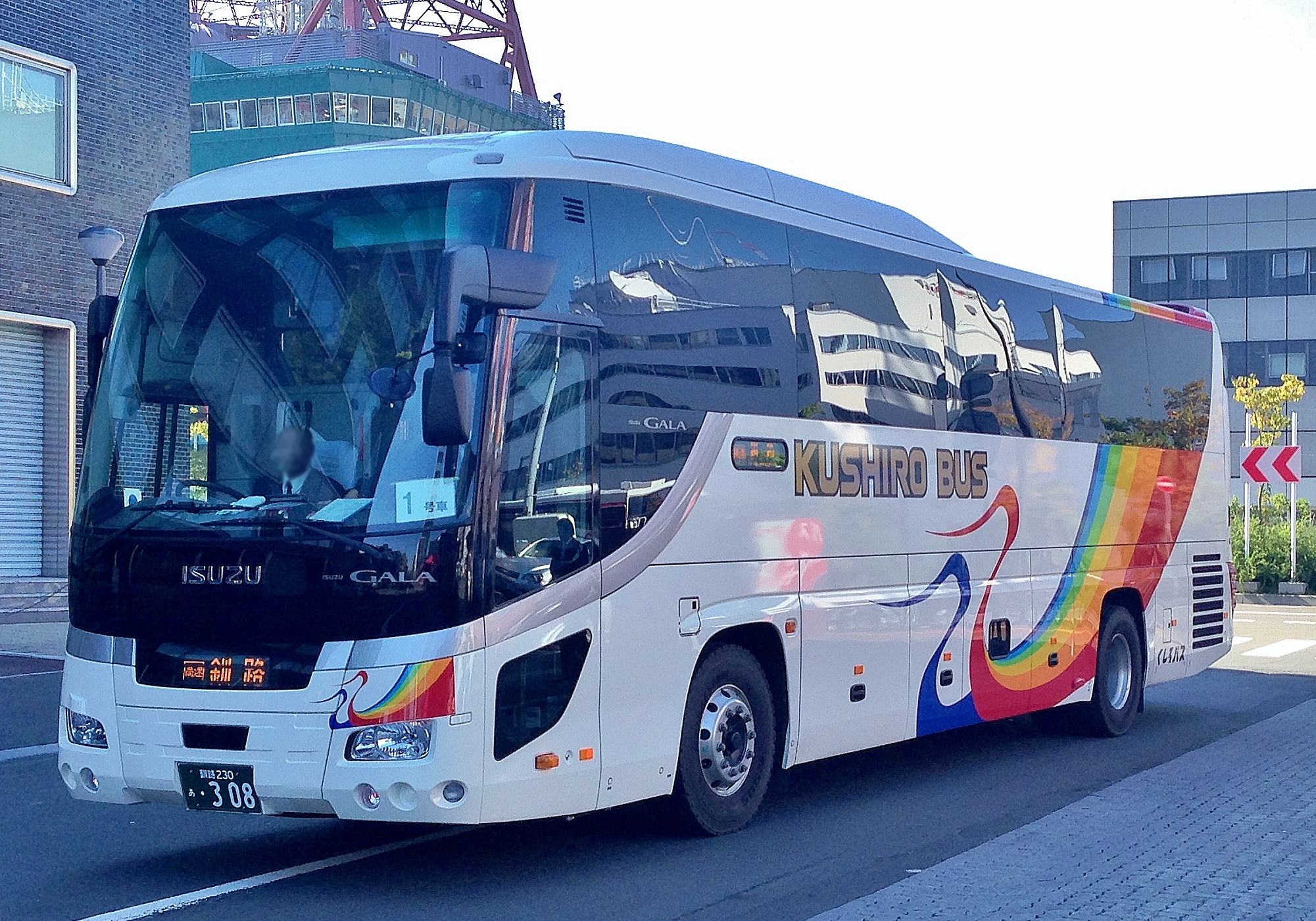
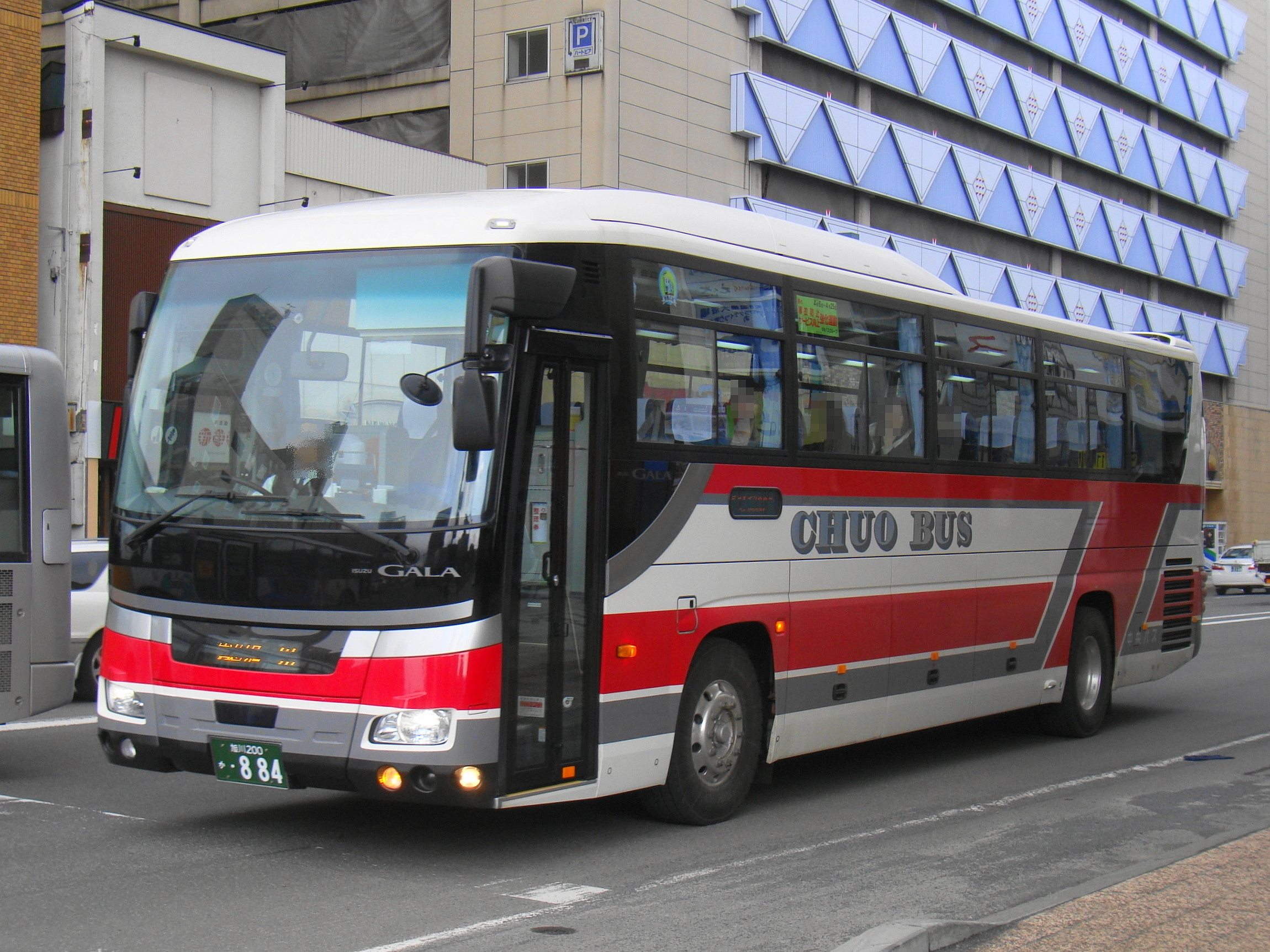
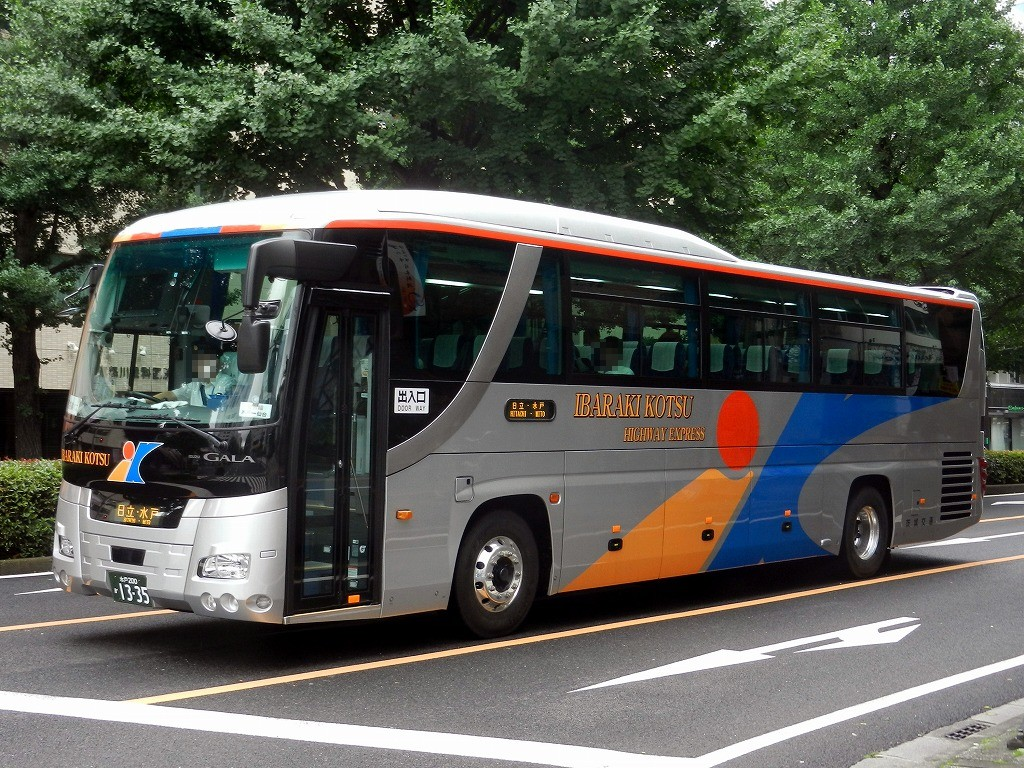

#### QPG-RU1E/QRG-RU1A/LDG-RU8J/SDG-RU8J 2세대
2014년 4월에 마이너 체인지된 모델로 히노 자동차에서 생산된 ET-VI 엔진을 탑재했다. 또한  ET-VI 엔진 탑재 차량의 모델의 경우 QRG-RU1E란 명칭이 부여되었다. 기존의 모델과 달리 자동긴급제동장치의 경우 충돌 방지 지원 기능이 추가되었고 같은 해 11월부터 적용되는 자동긴급제동장치에 적합한 차선 이탈 경보 및 드라이브 모니터가 장착되었다. 또한 최초로 저가 사양인 HD-VP형 모델이 부활되었다.

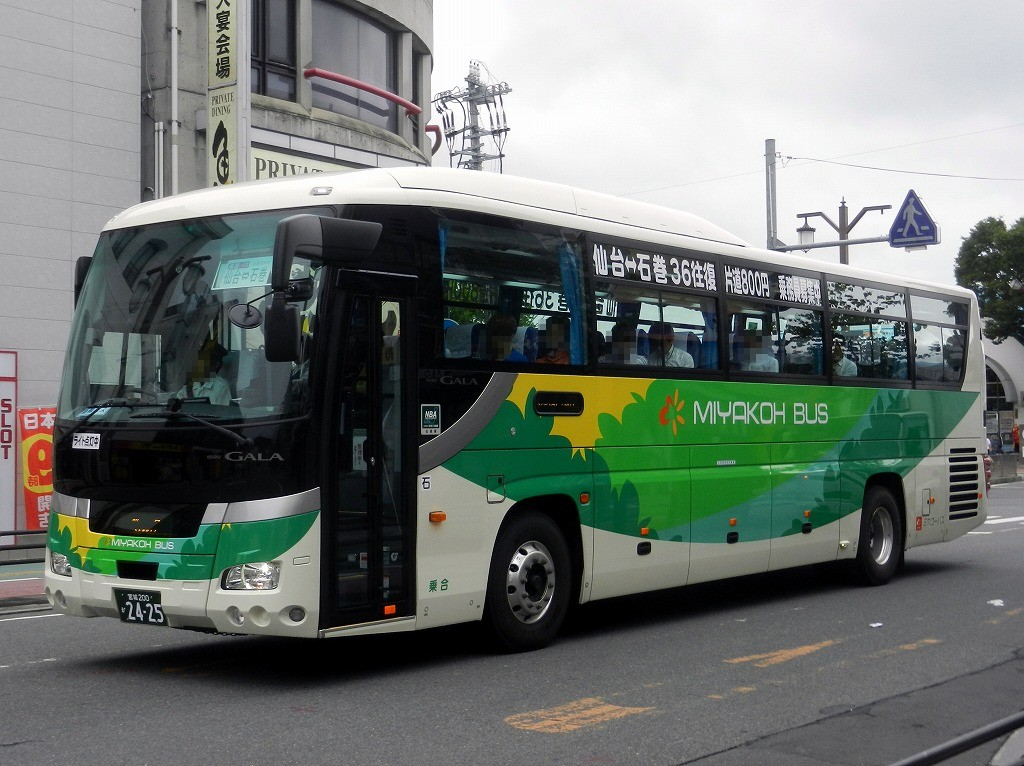

#### 2RG-RU1E/2TG-RU1A/2KG-RU2A
2016년에 배출가스 규제 대응에 따라 2017년 6월에 출시된 모델로 같은 해 7월부터 판매에 들어갔다. 자동긴급제동장치가 개선되고 정지 차량이나 보행자에 대해 충돌 방지를 지원하는 기능이 추가되었다. 엔진의 경우 히노 자동차에서 제작된 ET-VI형이 탑재되었다. 또한 실내등과 차폭의 경우 LED로 변경되었다. 기존 모델인 히노 세레가에 장착되는 ICT 서비스 기능은 장착되지 않는다는 것이 특징이다.

## 라인업
- 1세대
  - 갈라 I HD (하이데커) 12m
  - 갈라 II SHD (슈퍼 하이데커) 12m
  - 갈라 III GHD (그레이스 하이데커) 12m
  - HD 9.9m
- 2세대
  - SHD (슈퍼 하이데커) 12m
  - HD (하이데커) 12m
  - HD 9.9m
- 광저우 갈라
- 12m
  - S12
  - SHD
  - EHD
  - LHD
- 11m
  - S11
  - V11
- 9m
  - S9
  - V9

## 같이 보기
- 이스즈 엘가
- 이스즈 갈라 미오
- 히노 세레가